# Ron Buhnik
Ron Buhnik (hebräisch רון בוחניק; geboren am 7. Dezember 1994) ist ein israelischer Singer-Songwriter, der durch seine Teilnahme an der Castingshow HaKokhav HaBa berühmt wurde und für seine Auftritte der Hits „Transparent“ und „Beyond the River“ zusammen mit Keren Peles sowie „Colors“ aus Gil Waynes Debütalbum bekannt ist.

## Leben und Karriere
Buhnik begann im Alter von 13 Jahren mit dem Musizieren, nachdem er zu seiner Bar Mitzwa eine Gitarre geschenkt bekommen hatte. Später lernte er neben dem Schreiben und Komponieren auch andere Instrumente. Als Sänger begann Buhnik seine musikalische Karriere 2016, als er an der dritten Staffel der Casting-Show „HaKokhav HaBa“ teilnahm und die Auditions mit dem Song „She Will Be Loved“ von Maroon 5 bestand, jedoch die Auditionsphase im kleinen Kreis nicht bestand. Im selben Jahr veröffentlichte er seine Debütsingle „Sand Paths“, die er mit Texten von Ben-Or Habin komponierte.
Im Jahr 2018 erlangte Buhnik Berühmtheit, als sie den Song „Colors“ aus dem Projekt des Musikers Gil Wayne sang. Der Song erreichte Platz 10 der jährlichen Galgalatz-Songparade. Und Platz 7 der jährlichen Kan Gimel-Songparade. Und er erreichte sogar Platz 61 der Decade Parade des Radiosenders. Laut Spotify Israel-Daten war er 2019 außerdem der zehntmeistgestreamte Song. Damit wurde er zu einem der bemerkenswertesten Songs des Jahres.
Im Dezember 2018 erschien das Duett „Transparent“ von Peles‘ gleichnamigem Album, das sie gemeinsam mit der Sängerin Keren Peles sang das Platz eins der Radio-Airplay-Charts von Media Forest erreichte sowie die Plätze 19 und 24 der Jahrescharts von Kan Gimel und Galgalatz. Auf Kan Gimels Decade Parade erreichte es Platz 58. Im April 2019 sang er ein weiteres Duett mit Peles, ebenfalls von seinem Album, mit dem Titel „Beyond the River“, das Platz 8 der wöchentlichen Charts von Media Forest erreichte Im selben Jahr wurde er von Ynet zu einem der „vielversprechendsten israelischen Künstler des Jahres“ gekürt.
Im Oktober 2021 veröffentlichte er sein Debütalbum „The Day After“, das seinen Weg von seiner Verwundung beim Militär bis hin zu seinen Auftritten auf der großen Bühne dokumentierte.
Anfang April 2022 veröffentlichte Buhnik zusammen mit der Singer-Songwriterin Merav Hellinger das Duett „We'll Get Enamored Again“, das Hellinger geschrieben und komponiert hatte.
Am 17. März 2024 veröffentlichte Buhnik die Single „Eight Zero Seven“, die dem Gedenken an Shay-El Kenpo gewidmet ist, einen Polizisten, der beim Massaker vom 7. Oktober im Dienst starb, als er Teilnehmer des Nova Festivals beschützte.
Am 16. Juni 2024 veröffentlichte Buhnik die Single „Matera“ aus einem neuen Projekt. Am 4. November veröffentlichte er die Single „Ba Li Lebarach“ mit Dudi Buzaglo.
Im Dezember 2024 nahm sie zum zweiten Mal an HaKokhav HaBa teil mit dem Ziel, Israel beim Eurovision Song Contest 2025 zu vertreten, schaffte es aber letztlich nicht in die Auswahlrunde.

## Diskografie

### Alben
- 2021: היום שאחרי

### Singles (Auswahl)
| - 2016: שבילי חול - 2017: תסלחי - 2018: צבעים (mit Gil Vain) - 2018: שקופים (mit Keren Peles) - 2019: מעבר לנהר (mit Keren Peles) - 2019: חוזרת אליי (mit Avihai Naftali) - 2019: לב יפה - 2020: כמו ירח - 2020: זה יכאב לך - 2020: שקיעות (mit Talisman) - 2021: רוקד לבד - 2021: בשביל מה אני נלחם | - 2022: נתמכר שוב (mit Meirav Hellinger) - 2022: דרכי עפר (mit TOB) - 2023: הכל זה בגללה (mit אביחי נפתלי) - 2023: אמצע יולי - 2023: שוב (mit Meirav Hellinger) - 2024: נלחם (mit Avihai Hollender) - 2024: שמונה אפס שבע - 2024: מטרה - 2024: כשזה נגמר - 2024: בא לי לברוח (mit Dudi Buzaglo) - 2025: יפה מבראשית - 2025: לדעת לאהוב (mit Noifeld's Glasses) |